# Сотирис Блецас
Сотирис Блецас (на гръцки: Σωτήρης Μπλέτσας) е архитект и влашки активист от Гърция.

## Биография
Роден е в 1956 година в тесалийското село Граматико, Гърция, но по произход е от влашкото трикалско село Гардики. Завършва основно училище в Граматико, а след това учи в Софадес и във Втора мъжка гимназия в Трикала. В 1981 година завършва архитектура във Венецианския архитектурен университет, а на следващата година завършева специализация по стоманобетон в Политехническия университет на Милано. От 1982 година има собствено архитектурно бюро.
Говори майчиния си арумънски език, както и румънски, френски, италиански и английски.
През 1995 година по време на арумънски фестивал в Гърция раздава материали за малцинствените езици в Гърция на неправителствената организация „Европейско бюро за рядко говорими езици“ (EBLUL). Блацас, по предложение на гръцкия депутат от Воден Евгениос Хаитидис и с подкрепата на Панелиниската федерация на културните дружества на власите, е обвинен по член 191 от гръцкия наказателен кодекс за разпространяване на невярна информация. Гръцкият съд го признава за виновен и е осъден на 15 месеца затвор условно, за период от 3 години, и да заплати глоба в размер 500 000 драхми. В негова защита се обявяват Гръцкият хелзинкски комитет и от активисти от чужбина. Сотирис Блецас успешно обжалва съдебното решение и на 18 октомври 2001 година официално е признат за невинен.